# Murder Goes to College
Pour plus de détails, voir Fiche technique et Distribution.
Murder Goes to College est un film américain en noir et blanc réalisé par Charles Reisner, sorti en 1937. 
Une suite a été tournée en 1937 : Partners in Crime de Ralph Murphy.

## Synopsis
Tom Barry, un professeur d'un prestigieux collège, est assassiné dans le bureau du doyen. Il avait mis au point un système qui permettait au gangster Strike Belno de gagner à une loterie à chiffres puis de le doubler. Cette mort fait de Belno le principal suspect de l'affaire. L'épouse du professeur, Greta Barry, qui est secrètement amoureuse de Belno, croit en son innocence et ignore les prétendants pour sa main. La police la considère alors comme une possible complice et suspecte également la sœur du professeur, Nora Barry, qui s'était fâché avec lui parce qu'il ne lui aurait pas donné la permission de se marier. Par ailleurs, son fiancé, qui n'a jamais aimé le professeur de toute façon, devient à son tour un nouveau suspect. Plus tard, les enquêteurs de police découvrent qu'une douzaine d'autre professeurs au moins détestaient cordialement leur défunt collègue tandis qu'un garçon d'ascenseur, qui se faufile d'un étage à l'autre, figure aussi dans la liste des coupables.Un mystérieux concierge affrime ensuite avoir entendu des coups de pistolet la nuit du meurtre et le détective Hank Hyer et le journaliste Sim Perkins tentent alors de mettre de l'ordre dans tout ce chaos en confrontant tous les coupables.

## Fiche technique
- Titre : Murder Goes to College
- Réalisation : Charles Reisner
- Scénario : Brian Marlow, Eddie Welch et Robert Wyler d'après le roman de Kurt Steel
- Photographie : Henry Sharp
- Montage : Edward Dmytryk
- Musique : Charles Kisco
- Producteur : William T. Lackey
- Société de production : Paramount Pictures
- Pays de production :  États-Unis
- Langue : anglais
- Format : noir et blanc - 1,37:1 - son : Mono
- Genre : comédie policière
- Durée : 77 min
- Date de sortie : États-Unis : 24 février 1937

## Distribution
- Roscoe Karns : Sim Perkins
- Marsha Hunt : Nora Barry
- Lynne Overman : Henry 'Hank' Hyer
- Buster Crabbe : Strike Belno
- Astrid Allwyn : Greta Barry
- Harvey Stephens : Paul Broderick
- Purnell Pratt : Président Arthur L. McShean
- Barlowe Borland : Dean Wilfred Everett Olney
- Earle Foxe : Tom Barry
- Ellen Drew : Lil
- Charles C. Wilson : l’inspecteur Simpson
- Stanley Blystone
- Sonny Bupp